# Biotopo torbiera di Curiedi
La Torbiera di Curiedi è un biotopo del Friuli-Venezia Giulia istituito come area naturale protetta nel 1998.
Occupa una superficie di 13,7 ha nella provincia di Udine.
L'area della torbiera è collocata al centro dell'omonimo altopiano, a nord-ovest di Fusea, frazione di Tolmezzo (UD). L'altopiano, posto su una sella fra i monti Dobis e Diverdalce, si sviluppa fra gli 850 e gli 875 m. di quota, fra faggete e boschi di conifere, in un ambiente ancora molto naturale.